# Georg Froböß
Georg Froböß (* 22. April 1854 in Breslau; † 26. März 1917) war ein deutscher evangelisch-lutherischer Geistlicher.

## Leben
Georg Froböß war der jüngste Sohn des Kaufmanns Adolf Froböß († 1857) und dessen Ehefrau Marie, geb. Franke.
Er besuchte das Maria-Magdalenen-Gymnasium in Breslau und bestand 1872 das Abiturexamen; anschließend begann er ein Studium der Theologie und Philosophie an der Universität Leipzig, das er an der Universität Erlangen fortsetzte. An der Universität Leipzig hörte er Vorlesungen bei Franz Delitzsch, Karl Friedrich August Kahnis, Christoph Ernst Luthardt und in Erlangen bei Johann von Hofmann und Gerhard von Zezschwitz.
1876 legte er in Breslau die erste und, nach einer Hauslehrertätigkeit im Haus des Rittergutsbesitzers Friedrich von Schierstaedt auf dem Gut Skyren bei Messow im Landkreis Crossen, 1878 die zweite theologische Prüfung ab.
Nachdem er am 4. Juli 1878 ordiniert worden war, folgte er einem Ruf seiner Vaterstadt als Hilfsprediger an der Katharinenkirche. Zwei Jahre darauf wurde er 1880 Pastor der evangelisch-lutherischen Gemeinde in Alt Kranz im Landkreis Glogau, bevor er 1886 als Pastor in die Gemeinde nach Schwirz im Landkreis Namslau berufen wurde. Um hier als Prediger und Seelsorger wirken zu können, musste er jedoch erst die polnische Sprache erlernen und konnte erst dann bis 1896 dort sein Amt ausüben.
1896 wurde er zum Kirchenrat im Hauptamt in das Oberkirchencollegium zu Breslau (OKC) der Evangelisch-lutherischen Kirche in Preußen berufen und zog daher wieder nach Breslau zurück. 1906 erfolgte seine Wahl zum Direktor des OKC.
Als Anhänger der lutherischen Bekenntniskirche pflegte und festigte er die Verbindungen zu anderen lutherischen Landes- und Freikirchen und kann als Vater der engeren Verbindungen dieser untereinander angesehen werden. Seinen Bemühungen vor allem ist es zu danken, dass die Verhandlungen mit den Staatsbehörden über eine größere Anerkennung der altlutherischen Kirchengemeinden Preußens durch das Gesetz vom Mai 1908 den Erfolg hatten, dass die Gesamtheit der unter der Aufsicht des Oberkirchencollegiums stehenden Gemeinden Korporationsrechte erlangte.
Er hatte sich wesentliche Verdienste erworben, als er die Wiedervereinigung der lutherischen Immanuelsynode mit der Altpreußischen Evangelisch Lutherischen Kirche (1904) betrieb, wie auch sein Bemühen um das Zustandekommen der Vereinigung der lutherischen Freikirchen hervorzuheben ist.
Im Ersten Weltkrieg sah er es als seine Aufgabe, den lutherischen Gemeinden Polens durch eine zweimalige Reise in das besetzte Gebiet durch Rat und Tat zur Erhaltung ihres lutherischen Bekenntnisses zu helfen.
Er leitete und gab das von ihm ausgebaute Kirchenblatt für die evangelisch-lutherischen Gemeinden in Preußen heraus; dazu schrieb er auch politische Beiträge in der Schlesischen Zeitung sowie unterhaltende Beiträge in Quellwasser fürs deutsche Haus. Er verfasste diverse literarische Werke und war auch Mitarbeiter an der 3. Auflage der Herzog‘schen Realenzyklopädie.
Georg Froböß heiratete am 8. August 1884 Elisabeth, geb. Berndt, die Tochter seines Vorgängers im Altkranzer Pfarramt. Gemeinsam hatten sie drei Töchter und einen Sohn, der jedoch bereits im Januar 1915 an einer Schrapnellverwundung verstarb, die er als Kriegsfreiwilliger erhielt. Von seinen Kindern sind namentlich bekannt:
- Johann Froböß (* 31. Januar 1891 in Breslau; † 30. Januar 1915), Kriegsfreiwilliger im Reserve-Infanterie-Regiment Nr. 229, 7. Kompanie[1];
- Annemarie (* 1892; † unbekannt), verheiratet mit Werner Elert, lutherischer Theologe.
- Elisabeth, verheiratet mit Johannes Winkler, lutherischer Theologe und Raketeningenieur.

Georg Froböß verstarb während einer Dienstreise nach Elberfeld, die er zum Begräbnis eines verstorbenen Mitgliedes des Oberkirchencollegiums unternahm, in der Eisenbahn zwischen Sommerfeld und Guben.

## Mitgliedschaften
Georg Froböß war Mitglied der Schlesischen Gesellschaft für vaterländische Cultur.

## Schriften (Auswahl)

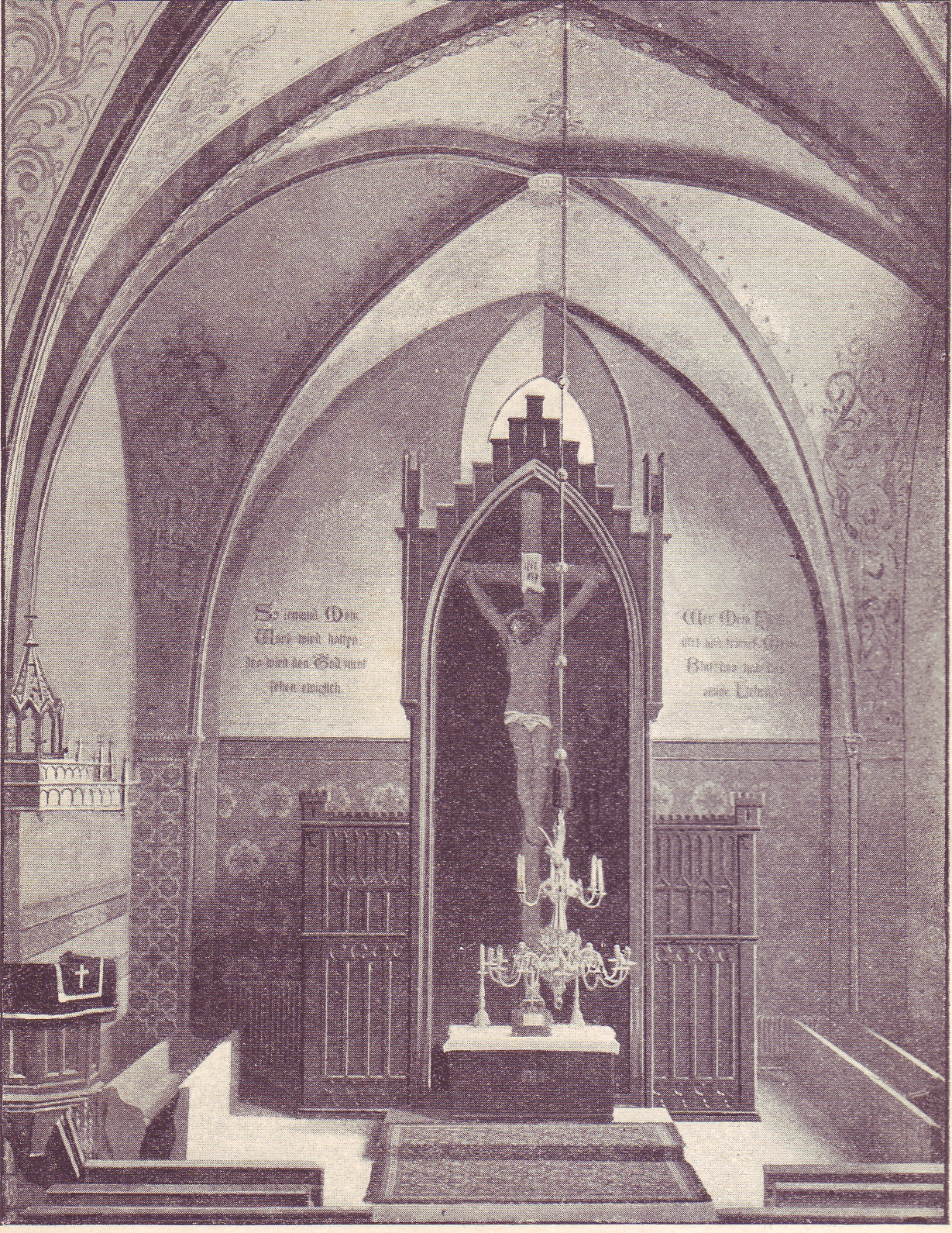
Aus der Schrift Geschichte der St. Katharinenkirche in Breslau

- Die Erhaltung der evangelisch-lutherischen Kirche in Preußen von 1845 bis 1895. Elberfeld Luth. Bücherverein 1896.
- Entstehung der lutherischen Gemeinde in Witten. 1897.
- Kurze Abwehr der gegen die evangelisch-lutherische Kirche in Preussen erhobenen Vorwürfe. Elberfeld: Lutherischen Büchervereins, 1905.
- Eduard Gustav Kellner: ein Zeuge der lutherischen Kirche, gewürdigt um der Wahrheit willen zu leiden; Lebensbild nach Briefen und Aufzeichnungen desselben; mit fünf Holzschnitten. 1905
- Geschichte der St. Katharinenkirche in Breslau. 1908.
- Johann Gottfried Scheibel; Henrich Steffens; Eduard Huschke: Drei Lutheraner an der Universität Breslau. Breslau Kauffmann 1911.
- Die evangelisch-lutherischen Freikirchen in Deutschland: ihr Entwicklungsgang und gegenwärtiger Bestand. Leipzig : Hinrichs, 1913.
- Ist Gott für uns, wer mag wider uns sein? Breslau 1914.
- Friedenssehnsucht, Friedensbedingung, Friedenverheißung am Beginn des dritten Kriegsjahres. Breslau 1916.
- Passions- und Ostergruss der lutherischen Kirche an ihre tapferen Krieger. Breslau 1916.